# Palau (Italia)
Palau (Lu Palau in gallurese, Su Parau in sardo) è un comune italiano di 4 070 abitanti della provincia della Gallura Nord-Est Sardegna in Sardegna.

## Geografia fisica

### Territorio

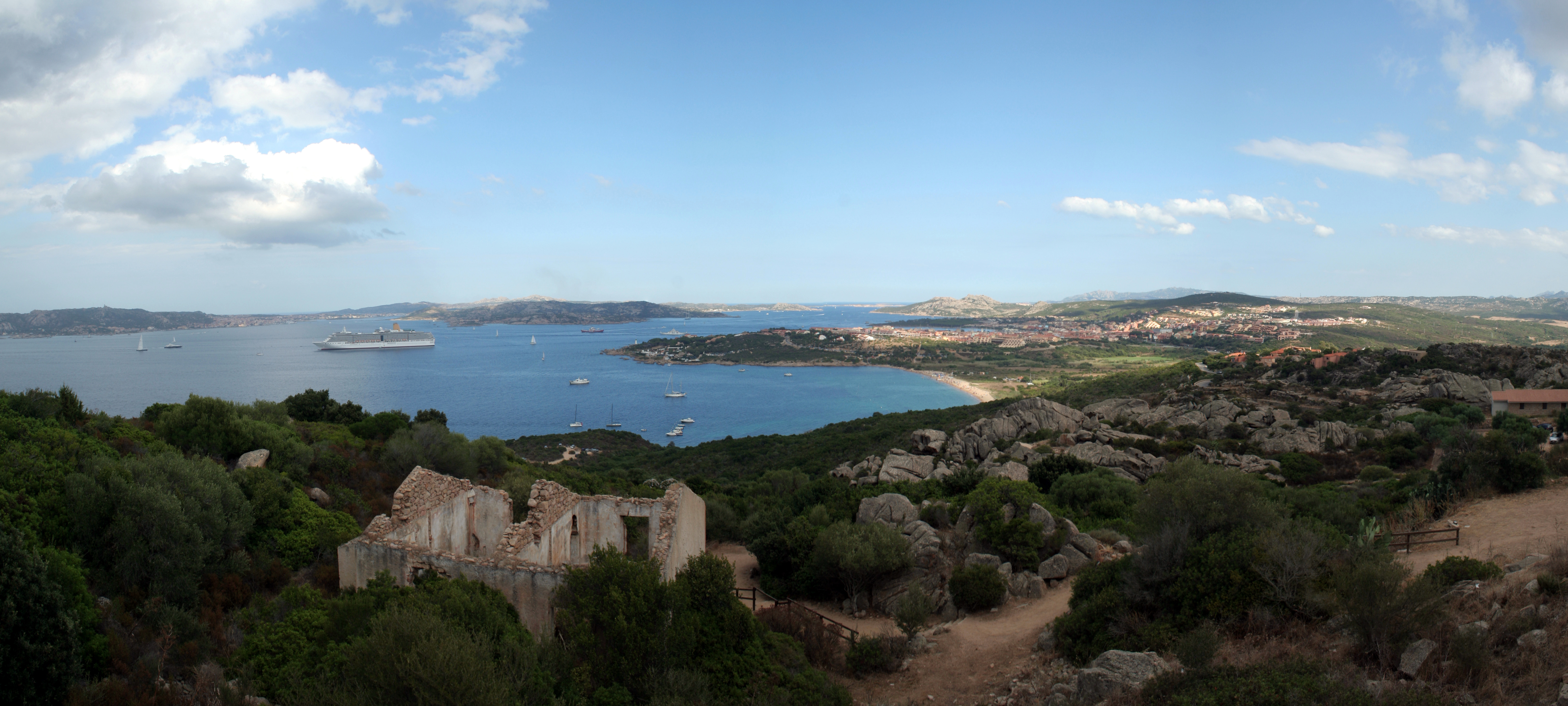
Vista panoramica dalla fortezza

Si trova sulla costa settentrionale della Sardegna, nelle vicinanze della Costa Smeralda, in Gallura, e costituisce il porto di accesso per raggiungere l'arcipelago di La Maddalena.
Le coste sono frastagliate e rocciose, una grande pineta si trova nella spiaggia di Palau Vecchio e un'altra di uguale misura situata nelle colline sovrastanti il paese. A ridosso di tutte le spiagge è presente una folta e ricca macchia mediterranea composta dall'olivastro, il pino marittimo, il finocchio marino, il mirto, la ginestra, il rosmarino, il finocchietto, la lavanda, il corbezzolo, il lentisco, il cisto marino, l'elicriso, ecc. Vicino a Punta Sardegna si trova Porto Rafael, ampia zona fitta di macchia mediterranea dove si trova un importante porto per yacht.

## Storia

### Preistoria e storia antica

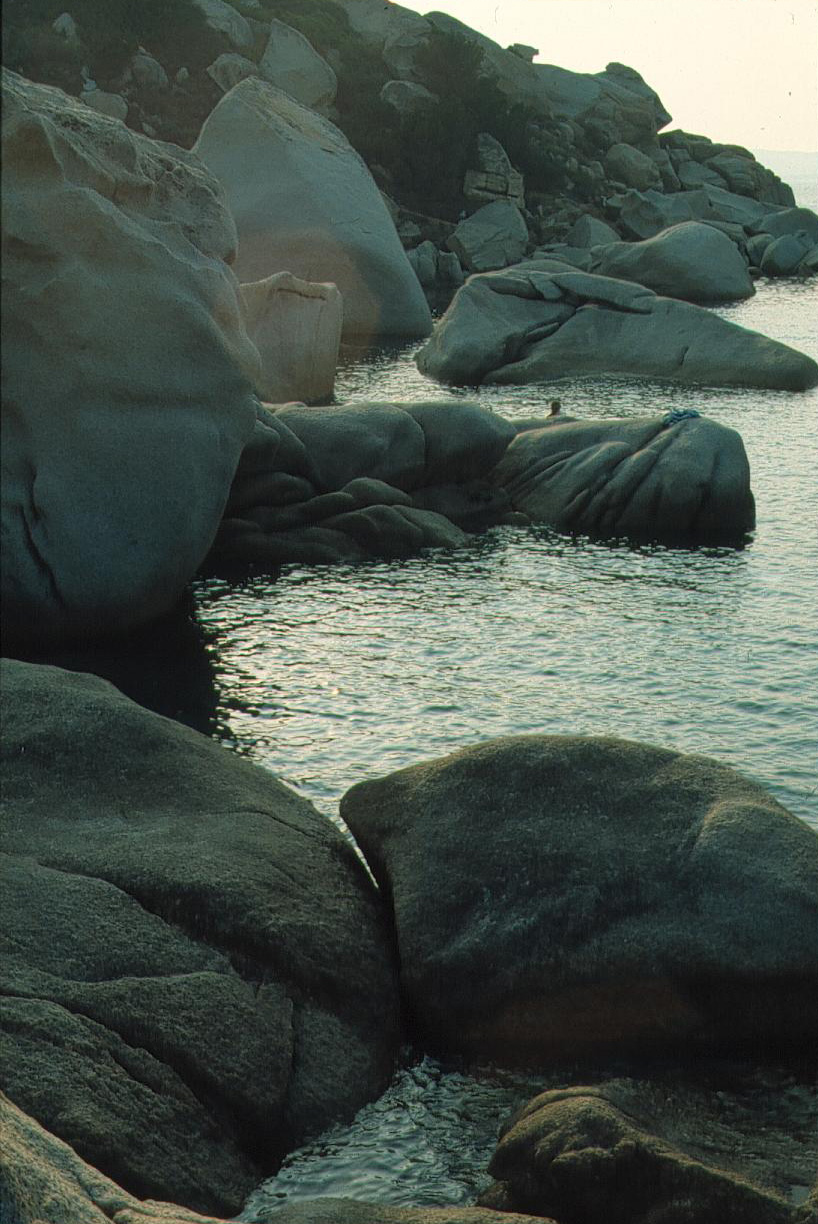
Costa Granitica

A Palau sono presenti siti archeologici degni di nota come le Tombe dei giganti di Li Mizzani e quelle di Sajacciu, nei pressi della chiesa di Sant'Antonio di Gallura. La zona di Li Mizzani è ricca di tombe preistoriche, con una stele centrale alta 2,8 e larga 1,5 metri; tutta la parte posteriore alla stele e all'esedra è costituita da sette lastre ortostatiche, un lungo corridoio coperto con numerosi loculi laterali costituiva la tomba vera e propria, all'interno delle quali sono stati ritrovati vasi, contenitori per cibo e acqua. La formazione ha una particolare forma planimetrica simile ad una testa di toro (di cui se ne venerava il culto) seguita da tombe sotterranee dove si sotterravano i resti (precedentemente scarnificati e scomposti) di personaggi importanti, stregoni, sciamani, a cui si dedicava una cerimonia funeraria del moribondo atta a fargli perdere la coscienza del tempo, questi riti avevano la durata di cinque giorni, dove gli stregoni rimanevano vicino al moribondo assorbendo le energie magnetiche curative e purificatrici emanate dalla tomba. Già da Aristotele a Simplicio, da Tertulliano a Filipono nei loro scritti menzionavano questi antichi riti sardi.
Nei pressi di Li Mizzani si trova il nuraghe Luchìa di cui si può ancora ammirare la base e i resti del villaggio preistorico (di cui si pensa sia stata un'antica città romana di scambio), situato in una zona strategia di grande vista di tutto il territorio e delle bocche di Bonifacio. Le sue rovine furono come nel caso del sito Li Mizzani, depredate negli anni quaranta da alcuni tombaroli in cerca di tesori. Le tombe di Sajacciu sono meno conosciute per via del loro cattivo stato di conservazione. Dell'intero corpo tombale restano solo due grandi corna e la parte superiore della stele ornata di tre scanalature di origine rituale. La zona fu depredata nel 1918 per ricavare materia da costruzione per un'aia vicina.
Secondo l'Odissea, Ulisse incontrò nel suo travagliato viaggio verso casa il popolo dei Lestrigoni, secondo alcuni dimoranti proprio nel territorio di Palau e dintorni.

### Storia moderna e contemporanea
La prima citazione di "Palau" ricorre nelle prime carte catastali piemontesi; il primo nucleo cittadino risale alla prima metà del XIX secolo, quando i pastori di origini tempiesi (tra cui il famoso "Zecchinu"), che abitavano le campagne circostanti, (dove solitamente avevano la casa al mare, per fuggire al caldo torrido del paese dell'interno durante l'estate), costituirono le prime famiglie del paese, soprattutto per controllare i loro terreni da un punto strategico.
Nel 1793 ci fu un attacco francese, nel corso della guerra combattuta tra la nuova Repubblica e il Regno di Sardegna. Il giovanissimo luogotenente Bonaparte, che tentava di occupare l'Isola di La Maddalena, venne respinto con la sua flotta e costretto alla fuga dai marinai locali, guidati dal maddalenino Domenico Millelire, che aveva posto i cannoni sulla costa palaese, e dai pastori sardi, che appostati lungo le coste bersagliarono con armi leggere le navi francesi.
Si può ancora notare sull'isola di santo Stefano la casa in cui, l'allora giovane Bonaparte, usò come base.

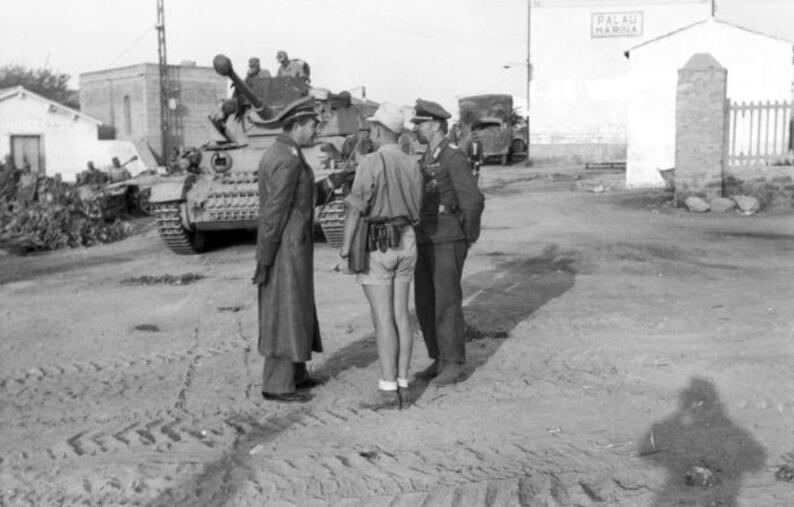
Carri Panzer IV ed ufficiali della 90. Panzergrenadier-Division a Palau presso la Stazione della marina, nella ritirata del 1943.

La prima casa a Palau, fu costruita da Gian Domenico Fresi-Zicchina nel 1875. Si ricorda l'affondamento dell'incrociatore della Regia Marina Trieste causato da un bombardamento aereo angloamericano nella baia di mezzoschifo (la spiaggia della sciumara) distrutta per metà nel 10 aprile 1943 con circa un centinaio di morti, affondò sul fondo di 17 metri. Il relitto fu recuperato e venduto successivamente alla Spagna.
Palau rimase frazione di Tempio Pausania fino al 1959, anno di costituzione del comune autonomo.

### Simboli
Lo stemma e il gonfalone del Comune di Palau sono stati concessi con decreto del presidente della Repubblica n. 5971 del 5 agosto 1991.
(D.P.R. 5 agosto 1991)
Il gonfalone è un drappo di rosso.

## Monumenti e luoghi d'interesse
Fortezza di monte Altura
Situata poco fuori dal paese è una fortezza militare sopraelevata che serviva come punto di vista panoramica dell'intera zona marina e terrestre circostante. Costruita in due anni, tra il 1887 e il 1889, la fortezza è visitabile dai turisti. 

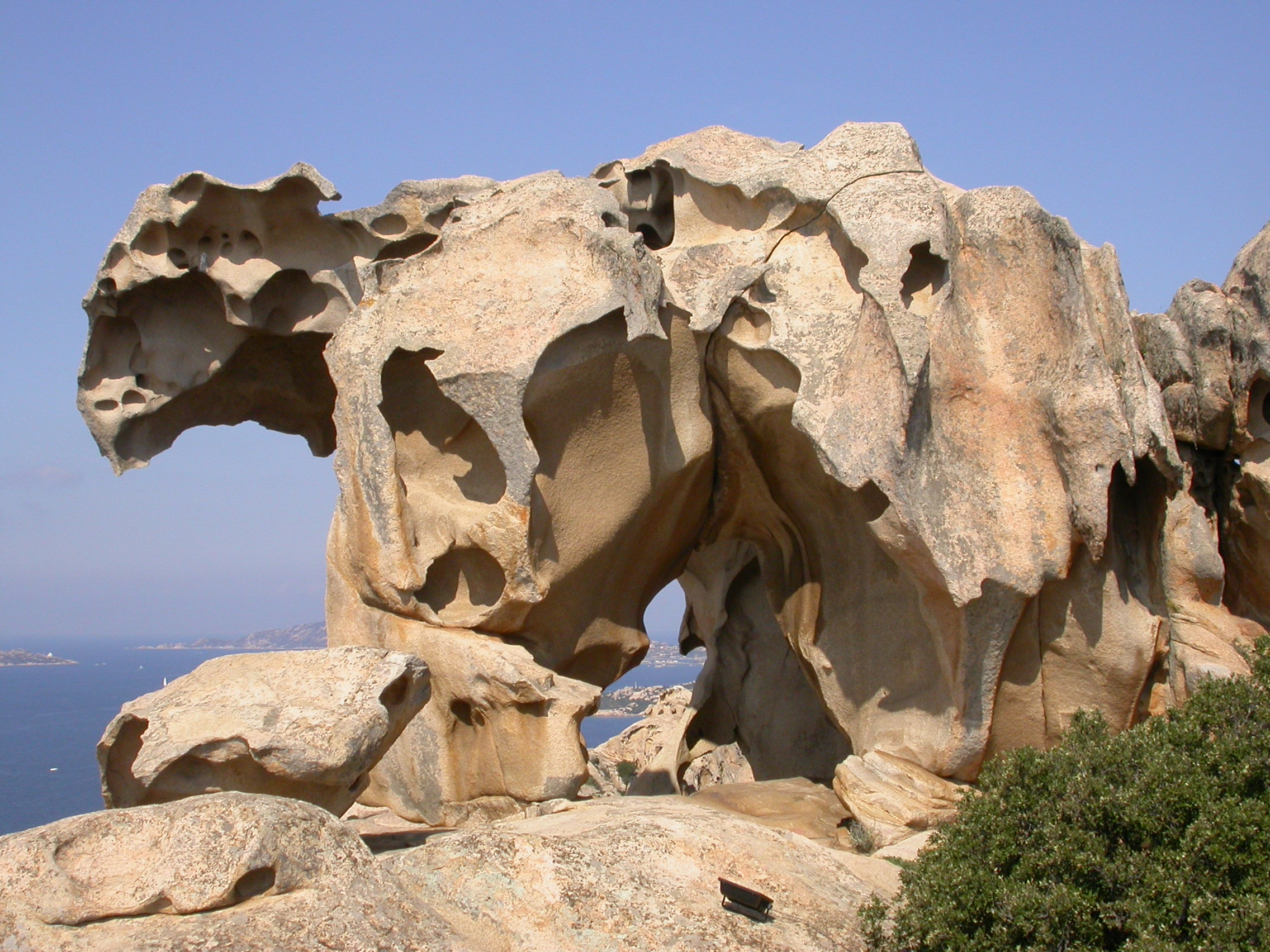
Roccia dell'Orso
Famosissima nell'antichità, utilizzata dagli antichi navigatori come punto di riferimento naturale, a breve distanza dal paese, la roccia dell'Orso è una collina granitica di 122 metri modellata dagli agenti atmosferici, particolare per la sua forma di orso e visitata ogni anno da migliaia di persone; l'orso è raffigurato come stemma comunale del paese.
Spiagge
Sulla costa, da un'estremità all'altra del paese, si susseguono le spiagge alternate a tratti di costa granitica, come quelle di Talmone. In corrispondenza del paese, nell'entrata principale venendo da Olbia si trovano rispettivamente le seguenti spiagge: la "Sciumara", seguita subito dopo da una grande costa rocciosa di "Acapulco" e a seguire le spiaggette di Porto faro, attaccate alla pineta e alla spiaggia di "Palau Vecchio". Dopo il porto, e quindi nell'altra metà del paese, troviamo la spiaggia dell'"Isolotto" spezzata per metà da un'altra grande pineta. Partendo dalla penisola di Coluccia, si trova la spiaggia enorme dell'Isuledda, un lembo di terra sabbiosa spezzato dalla foce del fiume Liscia, di circa 2 chilometri seguito dalla penisoletta omonima.

## Società

### Evoluzione demografica
Abitanti censiti

### Etnie e minoranze straniere
Secondo i dati ISTAT la popolazione straniera residente al 31 dicembre 2010 era di 568 persone.
Le nazionalità maggiormente rappresentate in base alla loro percentuale sul totale della popolazione residente erano:
- Romania 328 7,39%

### Lingue e dialetti
Il dialetto parlato a Palau è il gallurese.

## Cultura

### Eventi
La più grande festa religiosa del paese è quella devota a santa Maria Delle Grazie svolta nella prima settimana di settembre, momento particolare e finale è la processione in mare.
Rinomata festa campestre è quella di san Giorgio (1º maggio), una meta importante per i devoti dove si festeggia con spuntini all'aperto in grandi bancate e fisarmonica in onore del santo, famoso per la sua raffigurazione con la lancia conficcata nel corpo di un drago durante un combattimento a cavallo.
Menzione si può fare del carnevale palaese, meta di moltissimi turisti da tutta la Sardegna.
Nella penisoletta dell'Isuledda, conosciuta anche come "isola dei Gabbiani" ogni anno avvengono competizioni a livello internazionale di windsurf e kitesurf. A Porto Rafael, lo Yacht Club Punta Sardegna, assieme allo Yacht Club Costa Smeralda organizza la regata Trofeo Formenton.

## Geografia antropica

### Frazioni
Frazioni di Palau e distanze dal centro: Altura (2,70 km), Barrabisa (8,21 km), Capannaccia (7,99 km), Capo d`Orso (2,95 km), Costa Serena (5,68 km), Le Saline (2,45 km), Liscia Culumba (3,03 km), Petralana (6,30 km), Porto Pollo (7,53 km), Pulcheddu (3,73 km), Punta Sardegna (3,61 km).
Comuni confinanti: Arzachena, Tempio, Santa Teresa Gallura

## Economia
La risorsa principale è data dal turismo estivo, prevalentemente tramite locali, alberghi e turismo annesso. Palau ha un porto turistico. Il paese è dotato di una biblioteca situata nel palazzo Fresi, sulla omonima piazza.

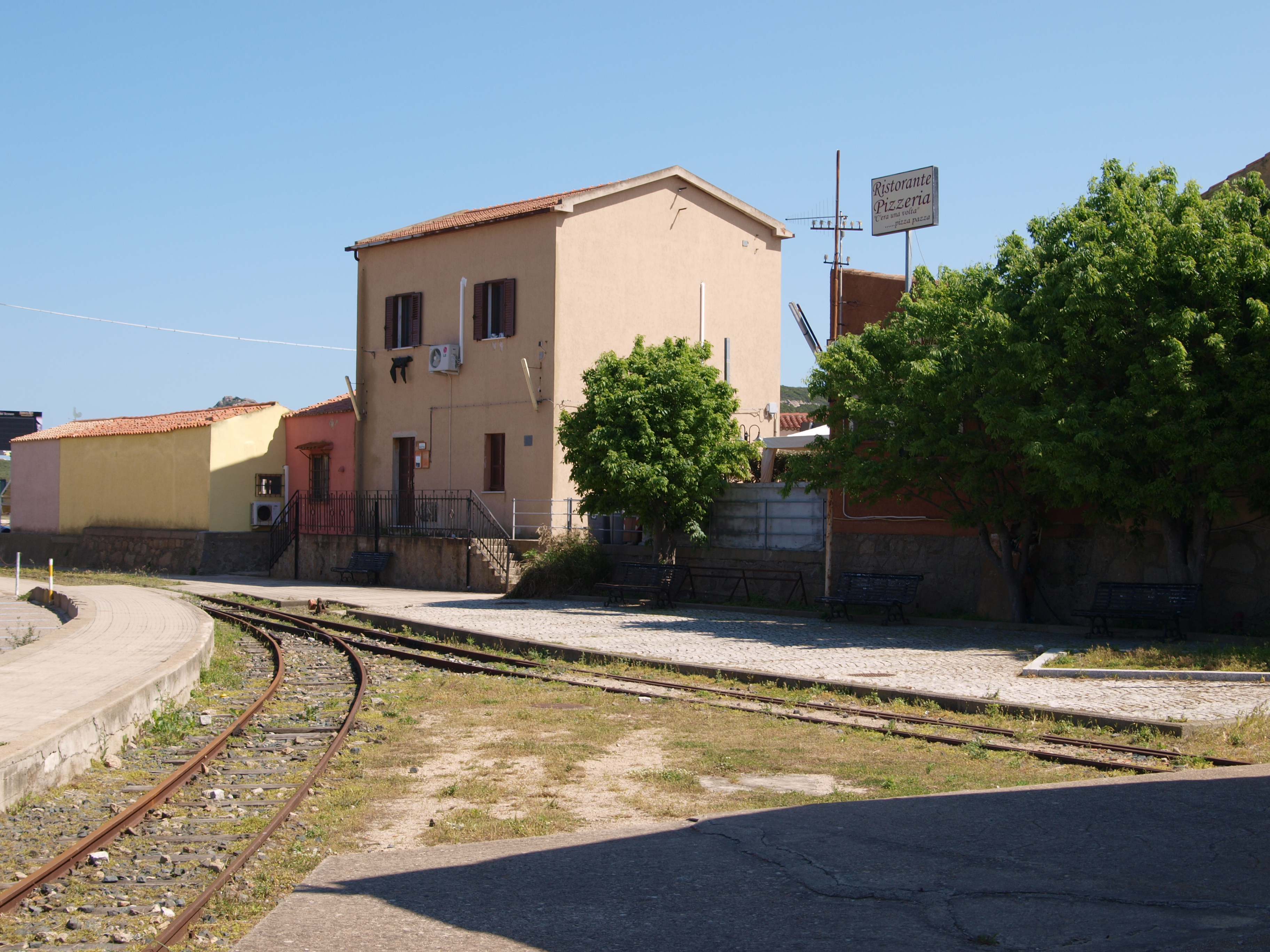
La stazione capolinea di Palau Marina

## Infrastrutture e trasporti

### Ferrovie
Palau è attraversata dal tratto terminale della ferrovia Sassari-Tempio-Palau, linea attiva solo come ferrovia turistica del Trenino Verde. Il comune è dotato di due stazioni: la stazione di Palau e quella di Palau Marina. Quest'ultima è il capolinea della ferrovia, ed è situata nell'area del porto. Nel tratto tra le due stazioni è presente uno scambio ad asta di manovra, necessario per superare la notevole pendenza.

## Amministrazione
| Periodo          | Periodo        | Primo cittadino           | Partito                        | Carica                | Note   |
| ---------------- | -------------- | ------------------------- | ------------------------------ | --------------------- | ------ |
| 16 novembre 1997 | 26 maggio 2002 | Mario Sebastiano Pirredda | Lista civica                   | Sindaco               | [ 10 ] |
| 26 maggio 2002   | 27 maggio 2007 | Mario Sebastiano Pirredda | Lista civica                   | Sindaco               | [ 11 ] |
| 27 maggio 2007   | 26 maggio 2013 | Pietro Cuccu              | Lista civica                   | Sindaco               | [ 12 ] |
| 26 maggio 2013   | 11 giugno 2017 | Francesco Pala            | Lista civica Progetto insieme  | Sindaco               | [ 13 ] |
| 17 marzo 2017    | 10 giugno 2018 | Mario Carta               | Lista civica                   | Commissario regionale | [ 14 ] |
| 10 giugno 2018   | 29 maggio 2023 | Francesco Giuseppe Manna  | Lista civica "Palau 2018-2023" | Sindaco               | [ 15 ] |
| 29 maggio 2023   | in carica      | Francesco Giuseppe Manna  | Lista civica "Palau 2023-2028" | Sindaco               | [ 16 ] |

### Gemellaggi
Palau dal settembre 2005 è gemellata con Saint-Genest-Lerpt (dipartimento della Loira, regione Alpi-Rodano, Francia).